# Desa Tarokan (administrativ by i Indonesien, lat -7,85, long 113,32)
Desa Tarokan är en administrativ by i Indonesien.   Den ligger i provinsen Jawa Timur, i den västra delen av landet, 700 km öster om huvudstaden Jakarta.